# Église Sainte-Mère-de-Dieu de Noradouz
L'église de la Sainte-Mère-de-Dieu est une église apostolique arménienne située au centre du village de Noradouz.

## Histoire
Une inscription sur le bâtiment dit que c'est un certain Saak de Gegarkounika qui l'a construite à partir de grands blocs de pierres taillées. Elle est du type construction à coupole. Au XIVe siècle elle est détruite par les Perses et elle est reconstruite au XVe siècle.
Autour de l'église on trouve de nombreux khatchkar dont les plus anciens datent selon les inscriptions qu'ils portent datent de l'année 996.